# Zuzana Savková
Zuzana Savková (dříve Zuzana Parmová a Zuzana Pokorná, rozená Tesařová; * 7. června 1972, Praha) je česká tanečnice a baletka, make-up artistka a bývalá sólistka Národního divadla v Praze.

## Život
Už od malička byla posedlá hudbou, a proto ji rodiče dali na gymnastiku. Na základě doporučení otcova spolužáka byla přihlášena do baletní přípravky Národního divadla, kde byla pro velký talent profesorkou Naděždou Sobotkovou přijata o dva roky dříve než ostatní děti. V letech 1982 až 1990 studovala na Taneční konzervatoři v Praze a v roce 1990 absolvovala stáž na Taneční akademii v Kolíně nad Rýnem. Už během studií se účastnila mezinárodních soutěží, a to v roce 1989 v Moskvě a Varně a v roce 1990 v Lausanne a Praze. V Lausanne obdržela diplom a v Praze na celostátní přehlídce obsadila třetí místo. Po studiích nastoupila do Národního divadla, ale v sezóně 1992/1993 byla sólistkou Českého baletního divadla. Od následující divadelní sezóny už byla zpátky v Národním divadle v Praze, a to nejdříve jako členka souboru a od 1. ledna 1995 už jako sólistka baletu. Spolupracovala rovněž s Pražským festivalovým baletem a Pohybovým divadlem 22.
Během svého působení v Národním divadle vytvořila řadu rolí. K těm nejvýznamnějším patří například Antonina v baletu Čajkovskij, Flora v Dámě s kaméliemi, Isadora dívka a Pokojská–Smrt v Isadoře Duncan, Olga v Oněginovi, Gerda von Rinnlingen v baletním dvojvečeru Malý pan Friedemann/Psycho, Julie v Romeovi a Julii, Růženka, Princezna Florina a Dobrá víla v Šípkové Růžence a titulní role měla v baletech Giselle, Coppélia a Carmen.
Po narození třetího syna v roce 2003 se ale nedohodla na prodloužení smlouvy s uměleckým šéfem baletu Národního divadla Petrem Zuskou, a tak se svým tehdejším manželem Jiřím Pokorným odešla do Divadla J. K. Tyla v Plzni, kde se Pokorný stal šéfem baletu. Kromě toho, že v plzeňském divadle vykonávala funkci tanečního mistra, zde i zanedlouho také i vystupovala. Zahrála si například Nicole Contet v Edith–vrabčákovi z předměstí, Gerdu v Malém panu Friedemannovi, Sugar v Někdo to horké rád, Marion v Psychu a Esmeraldu ve Zvoníkovi od Matky boží. Následně začala vystupovat i v Divadle Hybernia, Divadle Kalich a Divadle Broadway. Mimo tence se věnuje i make-up artu.
Za svou práci obdržela řadu ocenění. Je laureátkou Philip Morris Ballet Flower Award za rok 2000 a obdržela Čestnou plaketu Národního divadla za mimořádný umělecký přínos v roce 2003. Kromě toho byla za rok 2002 a 2004 nominována na Cenu Thálie. Cenu Thálie obdržela za rok 1994 za ztvárnění Antoníny v baletu Čajkovský v Národním divadle v Praze a za rok 2010 za roli Esmeraldy v baletu Zvoník od Matky Boží v Divadla J. K. Tyla v Plzni.
Má celkem čtyři děti a je třikrát provdaná. Jejím prvním manželem byl tanečník Antonín Parma, následně tanečník Jiří Pokorný a poté zpěvák Tomáš Savka.